# روژریو میکاله
روژریو میکاله (انگلیسی: Rogério Micale؛ زادهٔ ۲۸ مارس ۱۹۶۱) مربی فوتبال اهل برزیل است.
وی به عنوان سرمربی تیم ملی فوتبال زیر ۲۳ سال برزیل به قهرمانی مسابقات فوتبال در بازی‌های المپیک تابستانی ۲۰۱۶ دست پیدا کرده‌است.